# Bowling Green Township (Missouri)
Bowling Green Township est un township du comté de Chariton dans le Missouri, aux États-Unis,. Il est fondé dans les années 1840 et baptisé probablement en référence à Bowling Green dans le Kentucky.

## Source de la traduction
- (en) Cet article est partiellement ou en totalité issu de l’article de Wikipédia en anglais intitulé « Bowling Green Township, Chariton County, Missouri » (voir la liste des auteurs).